# فرودگاه سارونگ

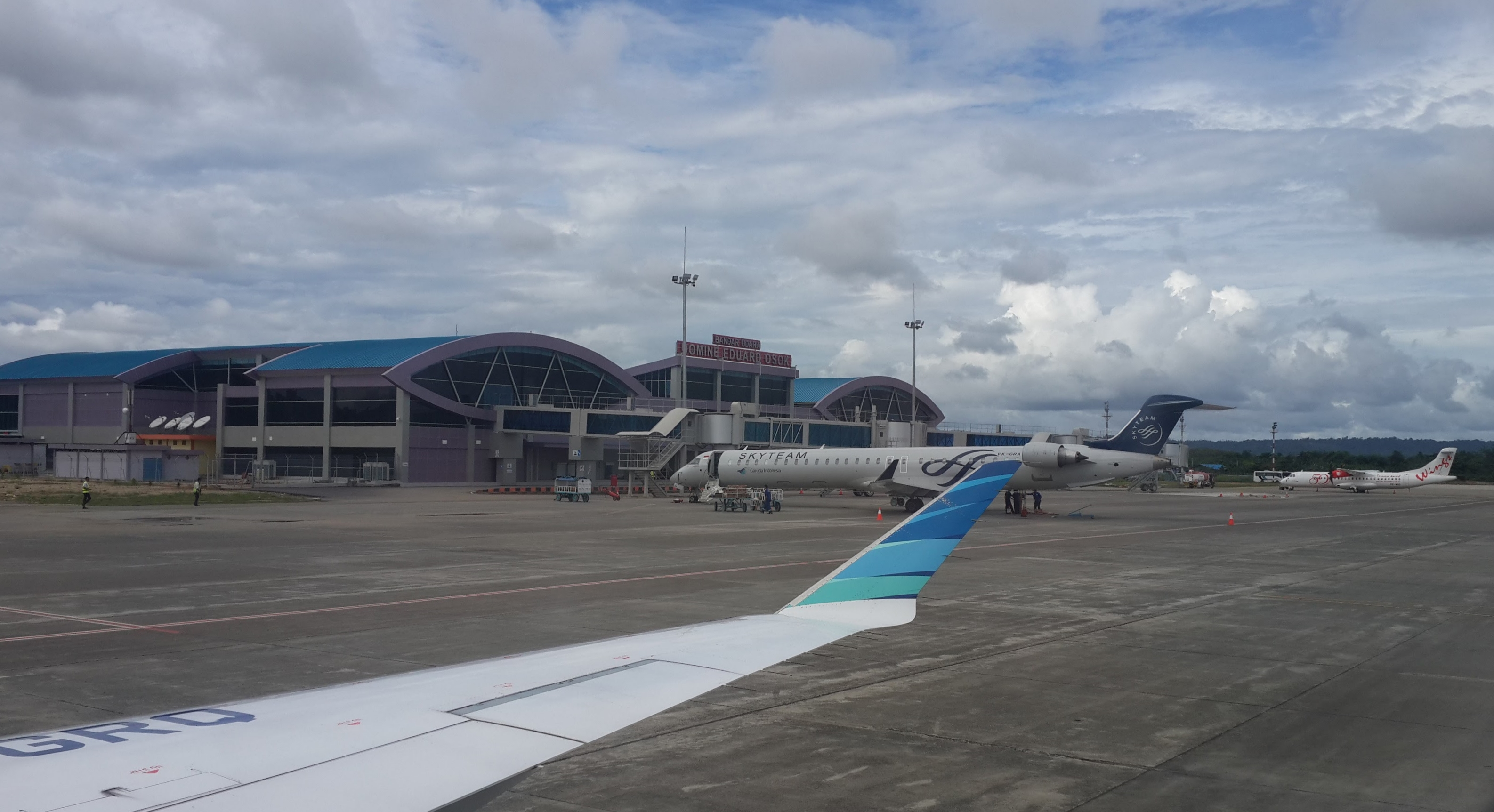
فرودگاه سارونگ

فرودگاه سارونگ (به انگلیسی: Sorong Airport) (به زبان بومی: Domine Edward Osok) یک فرودگاه با کد یاتا SOQ است که یک باند فرود آسفالت دارد و طول باند آن ۱۸۳۱ متر است. این فرودگاه در کشور اندونزی قرار دارد و در ارتفاع ۳ متری از سطح دریا واقع شده است.